# Inteligencia artificial débil

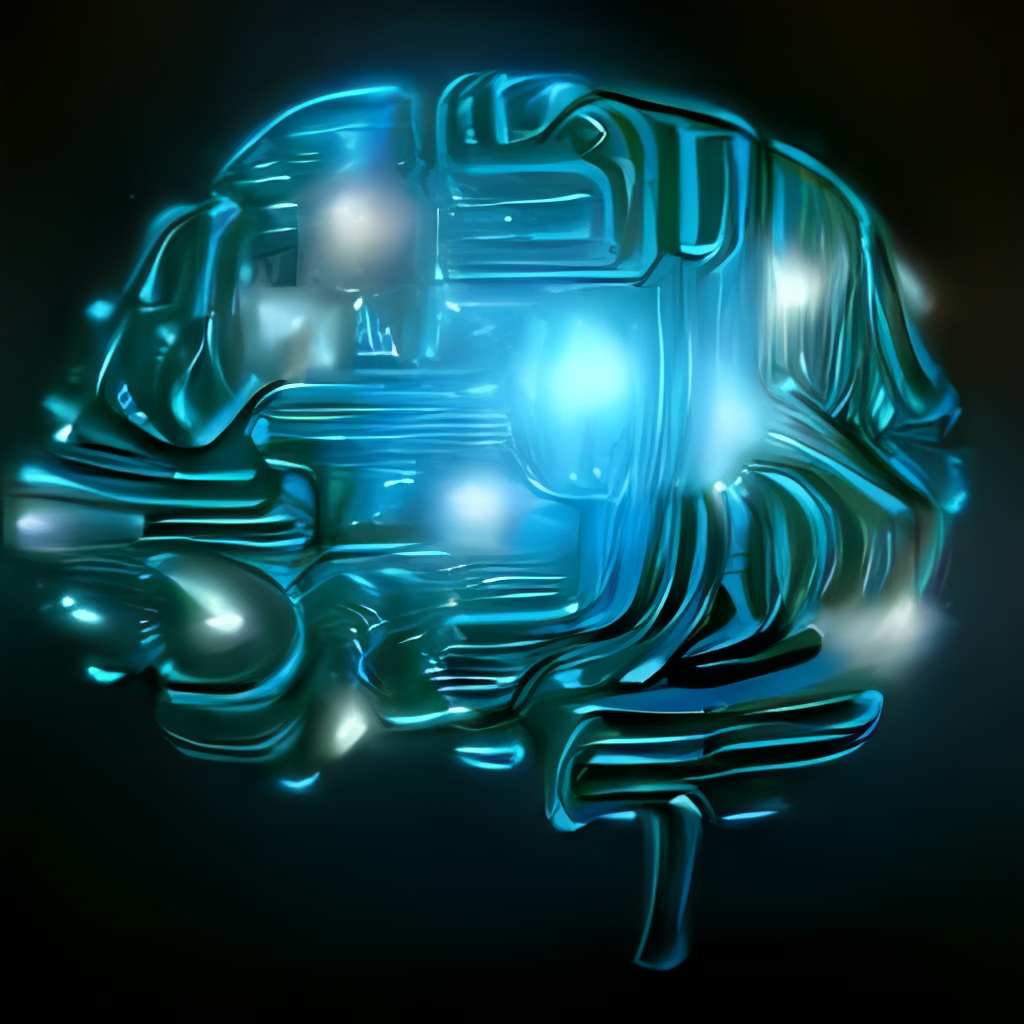
Finalización de la red neuronal para la «inteligencia artificial», como la de DALL-E mini alojada en HuggingFace, 4 de junio de 2022

IA débil (también conocido como IA estrecha) se define como la inteligencia artificial racional que se centra típicamente en una tarea estrecha. La inteligencia de la IA débil es limitada. En 2011, la página Singularity Hub escribió: "A medida que los robots y las inteligencias artificiales estrechas toman un rol en papeles tradicionalmente ocupados por los seres humanos, debemos preguntarnos a nosotros mismos: ¿Es toda esta automatización buena o mala para el mercado de trabajo?" 
Siri es un buen ejemplo de la inteligencia estrecha. Siri opera dentro de un rango limitado previamente definido, no hay ninguna inteligencia genuina, sin conciencia, sin vida, a pesar de ser un ejemplo sofisticado de IA débil. En Forbes (2011), Ted Greenwald escribió: "El matrimonio iPhone/Siri representa la llegada de la IA híbrida, combinando  técnicas de la IA estrecha, además de un acceso masivo a datos en la nube". El investigador de IA, Ben Goertzel, indicó en su blog en el 2010 que Siri era "muy estrecho y frágil" evidenciada por resultados molestos si se le hacían preguntas fuera de los límites de la aplicación.
Algunos comentaristas piensan que la IA débil podría ser peligrosa. En 2013 George Dvorsky declarado vía io9: "La IA estrecha podría noquear nuestra red eléctrica, dañar plantas de energía nucleares, causar un colapso económico a escala global, desviar los vehículos autónomos y a los robots..."  El Centro Stanford para el Internet y la Sociedad (Stanford Center for Internet and Society) en la siguiente cita, contrasta la  IA fuerte  con la IA débil  en relación con el crecimiento de la IA estrecha que presenta "problemas reales".

La IA débil o "estrecha", en contraste, es una realidad actual. El software controla muchas facetas de la vida cotidiana y, en algunos casos, este control presenta problemas reales. Un ejemplo se dio en mayo de 2010, el "flash crash" que provocó una caída temporal pero enorme en el mercado.
 Ryan Calo, Centro Stanford para el Internet y Sociedad, 30 de agosto de 2011.

Los siguientes dos extractos de Singularity Hub resumen a la IA débil:

Cuando se llama al banco y se habla con una voz automatizada probablemente estás hablando con una IA... una muy molesta. Nuestro mundo está lleno de estos programas limitados de IA que clasificamos como "débil" o "estrecha" o "aplicada". Estos programas están lejos de los inteligentes, buscadores de amor, lleno de angustia, las inteligencias artificiales que vemos en la ciencia ficción, pero es temporal. Todas estas inteligencias artificiales estrechas son como los aminoácidos en el lodo de la Tierra.

Poco a poco estamos construyendo una biblioteca de talentos de IA estrechas que cada vez son más impresionantes. El procesamiento y reconocimiento de voz permiten a los equipos convertir sonidos en texto con mayor precisión. Google está usando la IA para subtitular millones de vídeos en YouTube. Así mismo, la visión del computador está mejorando para que programas como Vitamin d Video pueda reconocer objetos, clasificarlos y entender cómo se mueven. La IA estrecha no sólo está mejorando en el procesamiento del entorno, sino también está entendiendo la diferencia entre lo que un ser humano dice y lo que un ser humano quiere.
 Aaron Saenz, Singularity Hub, 10 de agosto de 2010.

- IA débil, un sistema de inteligencia artificial que sólo pretende ser aplicable a un tipo específico de problemas (ajedrez de computadora) y no la intención de mostrar inteligencia humana en general; ver IA fuerte.
- Hipótesis de la IA débil, la posición de la filosofía de la inteligencia artificial es que las máquinas pueden demostrar inteligencia, pero no necesariamente tienen una mente, estados mentales o una conciencia.